# Einziehung (StGB-CH)
Die Einziehung ist in der Schweiz in den Art. 69 bis 73 des Strafgesetzbuches geregelt. Eingezogen werden Gegenstände und Vermögenswerte, die zur Begehung einer Straftat dienten, dazu bestimmt waren oder durch diese hervorgebracht wurden, bei Vermögenswerten auch dann, wenn sie als Preis oder Lohn für die Begehung durch Dritte dienen sollten oder einer kriminellen Organisation gehören. Gegenstände, die die Sicherheit gefährden, können ausserdem unbrauchbar gemacht oder vernichtet werden. Sind Vermögenswerte nicht mehr vorhanden, kann das Gericht auf eine Ersatzforderung erkennen, die durch die verantwortlichen Personen an den Staat zu leisten ist.
Nach Art. 73 können eingezogene Gegenstände und Vermögenswerte zugunsten der durch die Straftat geschädigten Personen verwendet werden. Dies geschieht in der Praxis jedoch nur überaus selten. Im Unterschied zum früheren Recht Deutschlands ist der Verfall dem schweizerischen Recht fremd; die Einziehung setzt daher keine besondere Art der Begehung einer Tat (wie Vorsatz) oder deren besondere Schwere voraus.